# Sportverein Stockerau
Lo Sportverein Stockerau è una società calcistica di Stockerau, in Austria. Nacque nel 1958 dalla fusione dello Sportverein Heid e dell'ASV Stockerau, e assunse l'attuale denominazione nel 1987.
La squadra gioca nella quarta divisione del campionato austriaco, la 1. NÖN Landesliga, dopo essera stata promossa dalla 2. Landesliga nel 2003.
Il club possiede anche una squadra femminile, fondata nel 2000, che milita nel massimo campionato regionale. Nel 2003 ottenne il miglior risultato, con il 6º posto.

## Storia
Nacque nel 1958 dalla fusione di due club cittadini preesistenti, ASV Stockerau e Heid Stockerau. In realtà la squadra cittadina prima per nascita era lo Stockerauer SV 07, fondata nel 1907 e di cui l'attuale società si considera legittimo successore.
Per molti anni il club fu confinato nelle divisioni minori, nel 1970 vinse per la prima volta il campionato della Bassa Austria, venendo promosso in Regionalliga, categoria che vinse nel 1974 arrivando in seconda divisione. Dopo la retrocessione, fu ancora campione della Regionalliga Ost nel 1979 e 1996.
Gli anni migliori del club furono senz'altro i primi anni novanta, che coincisero con l'unico successo di rilievo: la ÖFB-Cup del 1990-1991, vinta sorprendentemente in finale sul ben più quotato Rapid Vienna (2-1). Questa vittoria permise al club di disputare la Supercoppa del 1991 e la Coppa delle Coppe nel 1991-1992.
Negli anni seguenti le prestazioni non furono più così brillanti. Nel 1995-1996 fu promosso in Erste Liga, ma già l'anno dopo andò incontro a notevoli problemi finanziari e retrocesse in Regionalliga Ost. Nel 2001 retrocesse nuovamente, in 1. Landesliga, e l'anno dopo finì addirittura in 2. Landesliga, il quinto livello del calcio austriaco, il più basso mai calcato dai rossoneri. Nel 2003 il club ha recuperato il posto in 1. Landesliga, dove da allora compete.

## Stadio
La squadra gioca le partite casalinghe allo Stadion Alte Au, capace di 2.000 spettatori. Le dimensioni del terreno di gioco sono di 102 x 68 metri.

## Palmarès

### Competizioni nazionali
- Campione di Regionalliga Ost: 4

1973-1974, 1978-1979, 1987-1988, 1995-1996
- Coppa d'Austria: 1

1990-1991

### Competizioni regionali
- Campione della Bassa Austria: 3

1969-1970, 1980-1981, 1985-1986
- Coppa della Bassa Austria: 1

1972-1973

### Altri piazzamenti
- Supercoppa d'Austria: finalista

1991